# Kirsten Vaupel
Kirsten Vaupel (født 31. oktober 1944 i Stockholm, Sverige) er en dansk sopran og skuespiller.
Hun er blev uddannet sopran på musikkonservatoriet i Wien 1964-1968 og har bl.a. sunget for Den Jyske Opera og på Odense Teater. Hun har medvirket i adskillige musicals og operetter, ligesom hun har lavet underholdningsmusik i gruppen Swing Sisters, som hun dannede sammen med Lise-Lotte Norup og Kirsten Siggaard. Desuden har hun medvirket i flere spillefilm.
Kirsten Vaupel er gift med tv-journalisten Hans-Georg Møller.

## Filmografi
- Flemming på kostskole (1961)
- Prinsesse for en dag (1962)
- Idioterne (1998)
- Mifunes sidste sang (1999)

### Tv-serier
- Huset på Christianshavn (afsnit 62, 1970-1977)